# Schloss Wildenhag

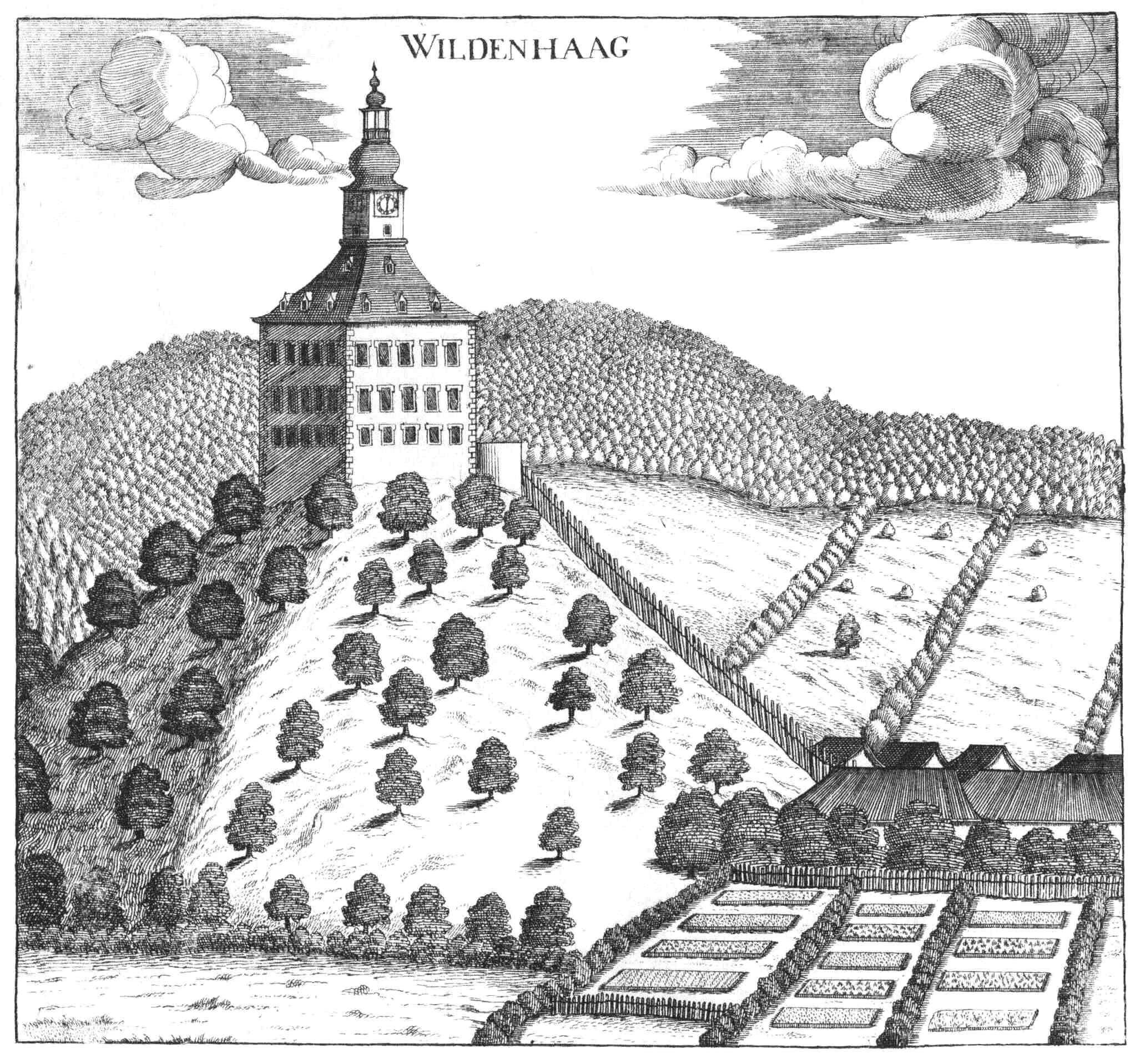
Schloss Wildenhag nach einem Stich von Georg Matthäus Vischer von 1674 aus der Topographia Austriae superioris modernae

Das Schloss Wildenhag befindet sich in dem gleichnamigen Ortsteil der Gemeinde Straß im Attergau im Bezirk Vöcklabruck von Oberösterreich (Schlossberg 1).

## Geschichte
Wildenhag wird erstmals 1379 erwähnt. Es war damals im Besitz der V(U)etzinger und wurde als Lehen von Herzog Albrecht IV. vergeben. Die Utzinger waren ein sogenanntes kleines Rittergeschlecht aus dem Ort Jetzing bei Leonding, das erstmals 1271 im Gefolge der Herrn von Traun genannt wird. Ein Ulrich Utzinger wird um 1400 mit Wildenhag belehnt, was auch 1411 durch Herzog Albrecht V. bestätigt wird. Kaiser Friedrich III. verleiht dem Besitz Wildenhag 1449 das Marktrecht. Wildenhag ging dann an die Söhne Veit, Valentin und Erasmus (letztmals 1455 genannt) des Ulrich Utzinger. Erhard († 1497); ein Enkel des Erasmus hat Wildenhag dann 1497 als Lehen bekommen. Sein Neffe Ulrich folgte 1523 als Lehensnehmer auf Wildenhag. Dessen Sohn Jakob wurde wiederum nach dem Tode seines Vaters († 1544) im Jahre 1546 mit Wildenhag belehnt. Dieser ist der letzte der Uetzinger († 1554), sein Grabstein befindet sich in der Pfarrkirche St. Georgen.
Nach dem Aussterben dieses Geschlechts mit Jakob Uetzinger im Jahre 1554 verlieh König Ferdinand I. Wildenhag als Gnadenlehen an Erasmus von Gera. Der verkaufte es bereits 1556 an Georg Arnsteiner, einem Schwager der Uetzinger. Dieser gab es im darauf folgenden Jahr an seinen Bruder Hans. Der hinterließ bei seinem Tod 1561 die unmündigen Söhne Tobias und Christoph, für die ihr Onkel Georg (vermutlich † 1565) mit Wildenhag belehnt wurde. Für die immer noch minderjährigen Söhne wurde Achaz von Indersee mit Wildenhag belehnt. Erst 1583 wurde Tobias für sich und seinen Bruder mit Wildenhag belehnt. Sie verkauften Wildenhag bereits im nächsten Jahr an Leonhard Hohenzeller, der 1593 starb und eine Tochter namens Susanne hinterließ. Für sie nahm zuerst Siegmund Widerroiter den Sitz als Lehen; dann heiratete sie Ludwig von Schmelzing, der sich 1597 auf Wildenhag nachweisen lässt, aber erst 1603 mit Wildenhag belehnt wurde. Schmelzing verkaufte die Herrschaft 1606 dem Georg Hutstocker, der sie 1614 dem Max Hohenfelder überließ. Für die Söhne desselben, Ferdinand und Wolf Ludwig, wurde 1623 ihr Onkel Ludwig mit Wildenhag belehnt.
1583 wurde der Grundbesitz von Wildenhag mit Walchen vereinigt; damals gehörten beide Herrschaften dem Hieronymus Putz. Der Verwaltungssitz wurde nach Walchen verlegt und Wildenhag weiter dem Verfall überlassen. Als Besitzer erscheinen Leonhard von Hohenzell (1632), Nikolaus Gurland (1638), Balthasar von Starhemberg, Johann Gottlieb von Clam (1766) und Christoph Freiherr von Aretin (1786). Nachfolger von diesem war 1802 Josef Preuer. Laut Franzisceischem Kataster wird aber noch 1808 Christian Freiherr von Aretin als Besitzer genannt. Die dazugehörige Meierei wurde damals als Bauerngut den Verwangers verkauft. In dem noch bewohnbaren Teil des Schlosses war eine Rosalie Breuner untergebracht. Diese verkaufte ihren Besitz an den Chirurgen Joseph Hamberger, der das sog. Schloss noch 1830 besaß.

## Beschreibung
Wie auf einem Stich von Georg Matthäus Vischer von 1674 zu sehen ist, war Wildenhag ein dreigeschoßiger Bau mit einem Turm mit Turmuhr, Zwiebelhaube und aufgesetzter Laterne in exponierter Lage auf dem Schlossberg. Das Schloss besaß keine Mauern, hatte aber durch die hoch liegenden Fenster einen wehrhaften Charakter. Allerdings war zwischen 1574 bzw. 1578 und 1581 Wildenhag bereits als baufällig bezeichnet worden. Der Beschreibung, die damals gegeben wurde, kann man entnehmen, dass der Bau im Erdgeschoß und im ersten Stock je vier Räume hatte und im zweiten Geschoß eine Kapelle besaß.
Bevor Wildenhag völlig verfiel, wurde es umgebaut. Der Wiener Baumeister Wilhelm Lippa hatte sich dabei des Baus angenommen. Auf ihn folgte 1921 Freiherr von Gagern, dann der Landesschulinspektor Friedrich Mayr aus Innsbruck (1931–1957). Danach ist Michael Oswald der Besitzer, welcher das Schloss 1961 umbauen ließ.
Heute steht auf dem Schlossberg ein neuer schlossartiger Bau mit zwei Geschoßen und einem ausgebauten Walmdach. Über dem Eingangstor befindet sich ein Balkon, darüber ist ein großes Mansardenfenster. Vor dem Schlosseingang sind zwei barock anmutende Zwergenfiguren aufgestellt, die an die Plastiken im Salzburger Zwergerlgarten erinnern. Neben der Auffahrt befindet sich eine weitere Steinplastik.
Unweit von dem Schloss liegt der ehemalige Schlossbauernhof (Schlossberg 2), der aber eigenständig bewirtschaftet wird.

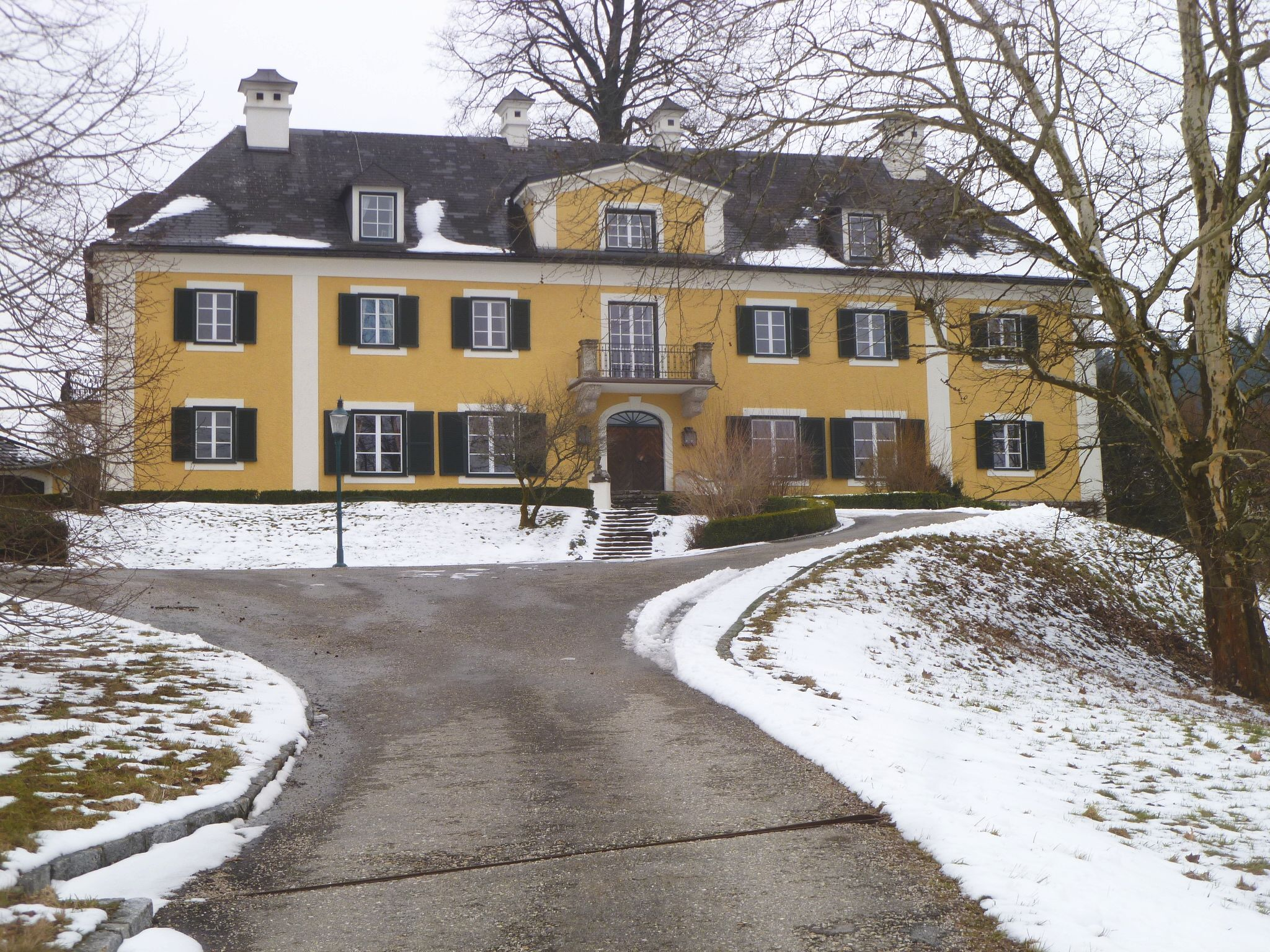
Schloss Wildenhag heute
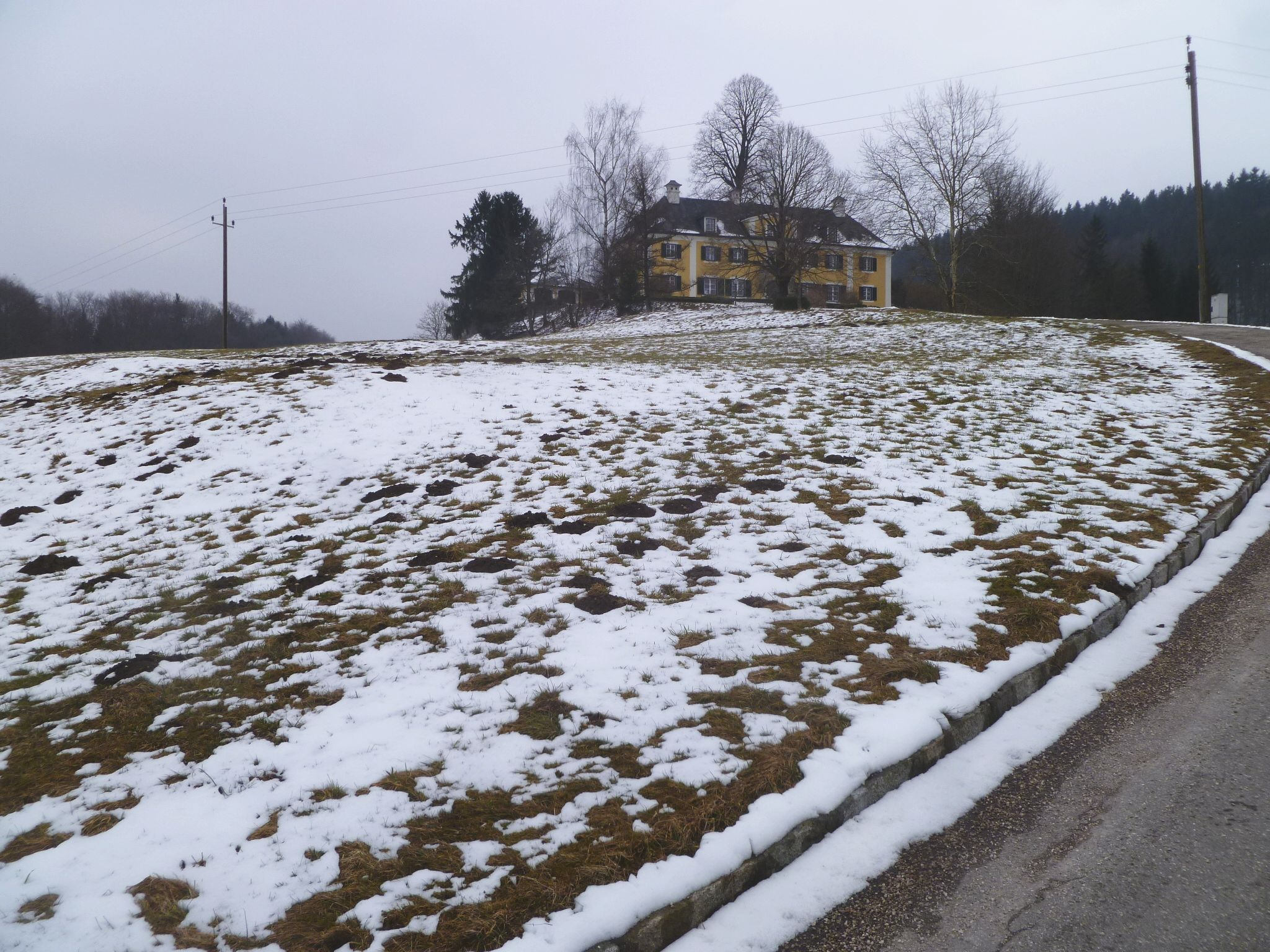
Das Schloss von Wildenhag aus gesehen
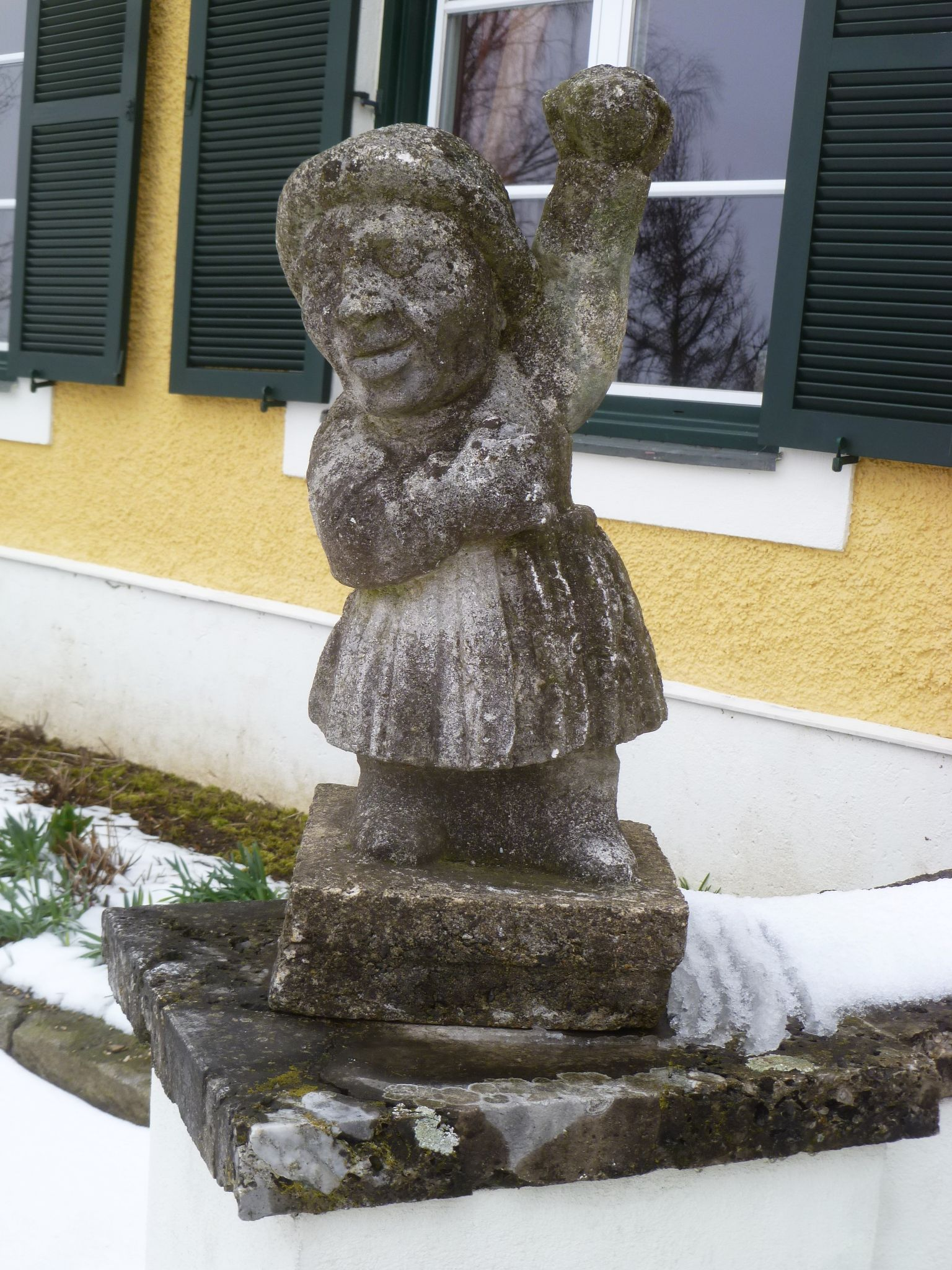
Barockfigur vor dem Eingang
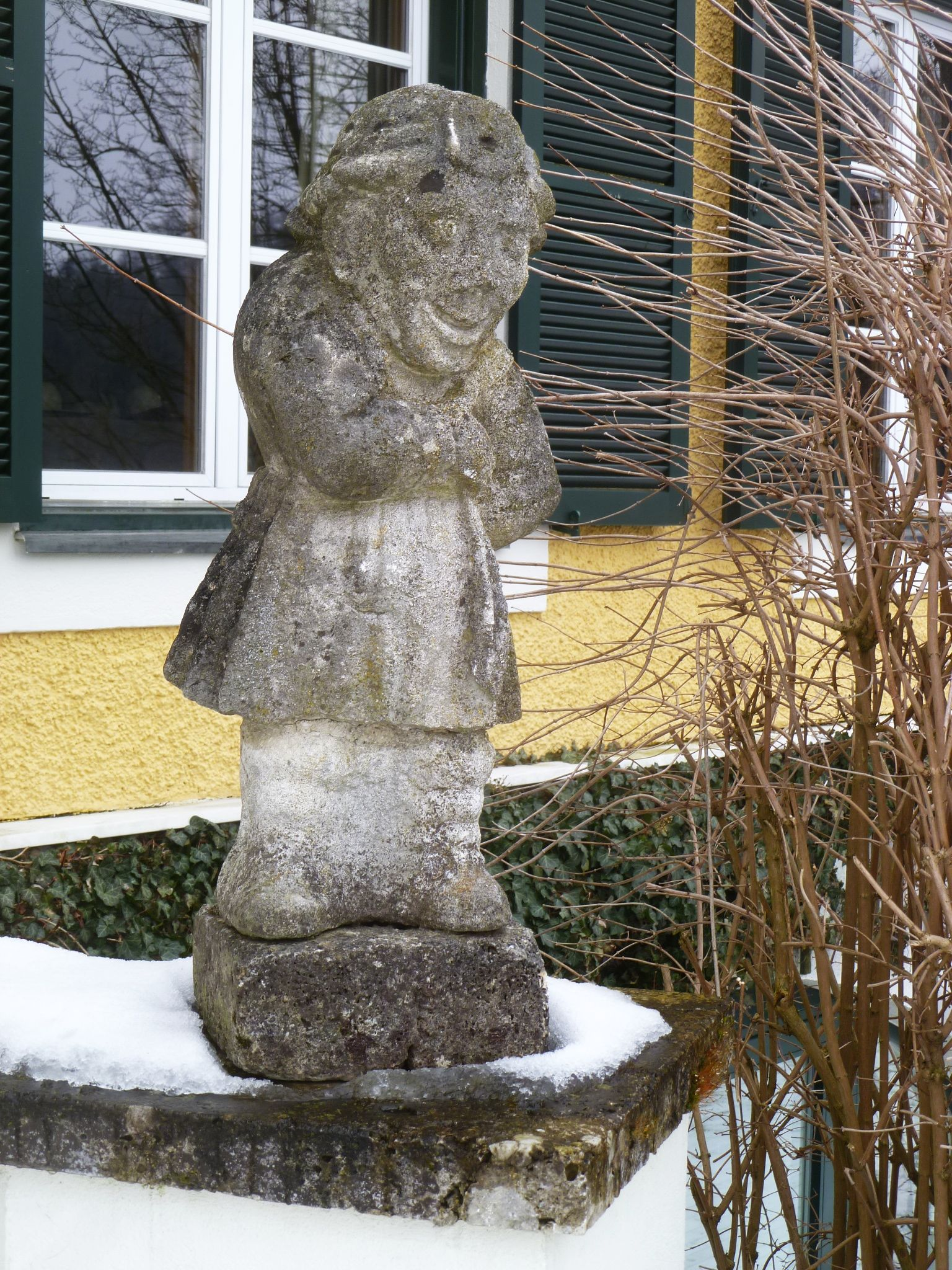
Barockfigur vor dem Eingang